# Rio Cupido
Rio Cupido är ett vattendrag i Brasilien.   Det ligger i delstaten Espírito Santo, i den sydöstra delen av landet, 900 km öster om huvudstaden Brasília.
I omgivningarna runt Rio Cupido växer i huvudsak städsegrön lövskog. Runt Rio Cupido är det ganska tätbefolkat, med 72 invånare per kvadratkilometer.